# Igreja e Convento de São Francisco (Montemor-o-Novo)
A Igreja e Convento de São Francisco localizam-se na atual freguesia de Nossa Senhora da Vila, Nossa Senhora do Bispo e Silveiras, município de Montemor-o-Novo, Distrito de Évora, em Portugal, tendo pertencido à Ordem dos Frades Menores.
Desde 2010, a Igreja e o antigo Convento de São Francisco estão classificados como Imóvel de Interesse Público (IIP).
A data exacta da fundação deste convento é desconhecida, embora alguns cronistas indiquem o ano de 1495.
O Convento de São Francisco é de grande simplicidade, composto pela igreja, cuja fachada foi alterada no século XVII, o claustro e a antiga sala do capítulo. 
É nesta capela que é situada a sede do Agrupamento 894 de Montemor-o-Novo, do CNE (Corpo Nacional de Escutas).